# 卑家店镇
卑家店镇，是中华人民共和国河北省唐山市古冶区下辖的一个乡镇级行政单位。

## 行政区划
卑家店镇下辖以下地区：
卑家店一街村、卑家店二街村、卑家店三街村、枣园村、毛山村、王庄子村、平台子村、徐庄子村、七百户村、海子沿村、徐家楼村、前巍峰山村、后巍峰山村、北范各庄二街村、北范各庄三街村、横河村、艾家圈村、李庄子村、龚庄村、小辛庄村、河南庄村、刘庄村、北寺村和北范各庄一街村。